# Карл Бранденбург
Карл Бранденбург (Karl Brandenburg; 25 липня 1906, Трібзес — 16 вересня 1942, Баренцове море) — німецький офіцер-підводник, фрегаттен-капітан крігсмаріне.

## Біографія
31 березня 1924 року вступив на флот. З вересня 1940 року — командир 204-го морського артилерійського дивізіону. В березні-жовтні 1941 року пройшов курс підводника. З 5 листопада 1941 року — командир U-457, на якому здійснив 3 походи (разом  57 днів у морі). 16 вересня 1942 року U-457 був потоплений в Баренцовому морі західніше Нової Землі (75°05′ пн. ш. 43°15′ сх. д.) глибинними бомбами ескадреного міноносця ВМС Великої Британії «Імпульсив». Всі 45 членів екіпажу загинули.
Всього за час бойових дій потопив 2 кораблі загальною водотоннажністю 15 593 тонни і пошкодив 1 корабель водотоннажністю 8 939 тонн.
| Дата            | Назва корабля              | Тип               | Тоннаж | Вантаж                            | Екіпаж | Загинули | Країна             | Конвой |
| --------------- | -------------------------- | ----------------- | ------ | --------------------------------- | ------ | -------- | ------------------ | ------ |
| 4 липня 1942    | Christopher Newport        | Торговий пароплав | 7,191  | 8200 тонн військових матеріалів   | 50     | 3        | США                | PQ-17  |
| 7 липня 1942    | Aldersdale                 | Танкер-заправник  | 8,402  | Авіаційне пальне                  | 54     | 0        | Британська імперія | PQ-17  |
| 14 вересня 1942 | Atheltemplar (пошкоджений) | Тепловий танкер   | 8,939  | 9400 тонн Адміралтейського мазуту | 61     | 3        | Британська імперія | PQ-18  |

## Звання
- Кандидат в офіцери (31 березня 1924)
- Морський кадет (19 червня 1925)
- Фенріх-цур-зее (1 квітня 1926)
- Оберфенріх-цур-зее (1 травня 1928)
- Лейтенант-цур-зее (1 жовтня 1928)
- Оберлейтенант-цур-зее (1 липня 1930)
- Капітан-лейтенант (1 квітня 1935)
- Корветтен-капітан (1 серпня 1939)
- Фрегаттен-капітан (1 квітня 1943, посмертно)

## Нагороди
- Медаль «За вислугу років у Вермахті» 4-го і 3-го класу (12 років)
- Залізний хрест
  - 2-го класу (15 лютого 1941)
  - 1-го класу (8 вересня 1942)
- Нагрудний знак підводника (8 вересня 1942)